# Abner Rossi
Abner Amedeo Rossi (Mantova, 27 ottobre 1908 – Milano, 29 luglio 1987) è stato un violoncellista, chitarrista e compositore italiano.

## Biografia

Abner Rossi, nel suo studio

Intraprese fin da giovanissimo lo studio del violoncello, strumento in cui si diplomò presso il Conservatorio di Bologna, sotto la guida del Maestro Camillo Oblach. Dopo il diploma svolse un'intensa attività concertistica in Italia e all'estero, sia in qualità di solista sia come professore d'orchestra, suonando anche al Teatro alla Scala di Milano sotto la guida di grandi direttori d'orchestra quali Arturo Toscanini e Sergiu Celibidache.
Alla fine della seconda guerra mondiale si trasferì a Milano, città dove continuò la sua attività di violoncellista nell'Orchestra sinfonica della RAI.
Durante quel periodo iniziò ad interessarsi allo studio della chitarra ritmica dietro suggerimento dell'amico Maestro Luciano Zuccheri, valente chitarrista e compositore. Finì per restare affascinato dal richiamo virtuosistico di una musica che lo incuriosiva e alla quale si dedicò con entusiasmo.
Successivamente intraprese, da autodidatta, lo studio della chitarra a plettro, fino a diventare un virtuoso dello strumento.
Negli anni sessanta, decise di scrivere un metodo per chitarra jazz, dopo essersi reso conto che il materiale didattico allora esistente era assolutamente insufficiente per fornire all'allievo i fondamenti tecnici indispensabili per diventare un solista dello strumento. Tra i suoi metodi "Metodo per chitarra jazz" e "Tecnica per chitarra Jazz" vengono tuttora adottati da molti maestri di chitarra proprio per la loro validità didattica.
Questo momento segnò l'inizio di una lunga e feconda attività di compositore che lo portò a scrivere dapprima per chitarra a plettro, poi per chitarra basso e infine per chitarra classica.
Oltre alla professione che svolse quale violoncellista, fu altresì impegnato come insegnante di chitarra, compositore e direttore di complessi di chitarre formati dai migliori allievi della sua scuola di chitarra.
Per oltre dieci anni ricoprì l'incarico di docente di chitarra classica e a plettro presso il liceo musicale Brera di Novara, ora Conservatorio musicale, contribuendo a formare numerosi solisti e validi professionisti.
Socio onorario dell'Associazione Chitarristica Italiana, e per anni membro del suo Consiglio Direttivo, si impegnò attivamente a migliorare la preparazione sia tecnica sia interpretativa degli insegnanti di chitarra in occasione di seminari e concorsi. Fu, infatti, un appassionato organizzatore di festival e concorsi chitarristici: a Maccagno, diresse con successo per undici anni la Rassegna Chitarristica Internazionale dedicata ad una delle più grandi chitarriste italiana: Carmen Lenzi Mozzani.
Il violoncello, strumento elettivo e mai trascurato, divenne il protagonista in alcune tarde composizioni, accanto alla chitarra classica o in partiture per orchestra.
A conferma della continua curiosità in campo musicale, si possono ricordare numerose composizioni di musica leggera, che annoverano canzoni di successo e colonne sonore scritte per film stranieri.
Per quest'ultima attività di compositore fu socio della Società Italiana Autori Editori per più di quarant'anni.
Abner Rossi morì a Milano il 29 luglio 1987, e venne tumulato nel cimitero di Chiaravalle, in un colombario.

## Opere didattiche e raccolte per chitarra classica
- Il chitarrista classico
- Quindici pezzi facili
- Tecnica avanzata
- Trenta divertimenti musicali (per il primo corso)
- Trenta melodie (per il corso preparatorio)

## Opere didattiche e raccolte per chitarra a plettro
- Esercizi giornalieri di tecnica superiore
- Cinque ritmi (album n. 1) per una o più chitarre
- Cinque ritmi (album n. 2) per una o più chitarre
- Il giovane solista (40 pezzi facili)
- Il repertorio del solista
- Metodo per chitarra jazz
- Tecnica della chitarra jazz
- Tre pezzi da concerto
- Antologia didattica
- Festival del chitarrista

## Altre opere
- Metodo per chitarra basso
- Studi tecnici per chitarra basso (con brani ritmici e moderni ed esercizi di R. Kreutzer)

## Altre composizioni
- Allegro Vivace
- Piccola Serenata [in Pagine Musicali, Bèrben]
- Ballata Antica
- Concerto di Campane
- Sera Mediterranea
- Serata marchigiana
- Contrappunto scherzoso
- Impressioni Virgiliane (1981)
- Notturno in la minore
- Pensieri d'autunno
- Capriccio Spagnolo
- Canto di Primavera
- Rapsodia Andalusa
- Capriccio Iberiano